# Departament del Cauca
Cauca és un departament de Colòmbia.

## Municipis
Almaguer, Argelia, Balboa, Bolívar, Buenos Aires, Cajibio, Caldono, Caloto, Corinto, El Tambo, Florencia, Guapi, Inza, Jambalo, La Sierra, La Vega, Lopez, Mercaderes, Miranda, Morales, Padilla, Paez, Patia, Piendamó, Popayán, Puerto Tejada, Purace, Rosas, San Sebastian, Santander, Santa Rosa, Silvia, Sotara, Suarez, Timbio, Timbiqui, Toribio, Totoro